# مسجد و حرم سیده نفیسه
مسجد و حرم سیده نفیسه بر مزار سیده نفیسه که در قاهره واقع شده است.